# 後藤磯吉
後藤 磯吉（ごとう いそきち、1919年3月30日 - 2011年8月22日）は、兵庫県神戸市出身の実業家。はごろもフーズ社長。シーチキンの生みの親。静岡県静岡市の名誉市民。

## 経歴・人物
1919年、兵庫県神戸市生まれ。山口高等商業学校経済研究科（現・山口大学経済学部）卒業。はごろもフーズの前身である後藤物産を創業者の先代から引き継ぎ、1947年後藤物産社長に就任。その後、社名を後藤物産缶詰、後藤缶詰、はごろも缶詰に改称。社長を務める。1987年にはごろもフーズに改称して同社長から同会長。2007年同社顧問に就任する。2011年8月22日に死去。

## 実績
はごろもフーズの社長として40年間にわたって社長を務める。当時、業界で輸出主体であったツナ缶詰を1955年頃から国内販売に切り替えを始める。「シーチキン」（1958年商標登録）のブランドで、同社ツナ缶詰を国内販売シェア の過半数を占めるまでに育て上げる。1962年にはマカロニ・スパゲッティの製造販売に乗り出すなど、業績の拡大に手腕を発揮している。